# ドラモンビル
ドラモンビル（仏：Drummondville）は、カナダ・ケベック州・センター・デュ・ケベック地方にある都市。人口は8万0723人（2023年推計）。バラの温室栽培が盛んである。

## 地理
都市の中央部をサン・フランソワ川（rivière Saint-François）が流れている。

## 歴史
町はサン・フランソワ川をアメリカの攻撃から守るため、1812年の戦争のさなか、英国兵士の住みかを提供するのために1815年、フレデリック・ヘリオット大佐（Frederick Heriot）によって創設された。都市の名は1813年から1816年までアッパー・カナダの副総督を務めたゴードン・ドラモンド卿（Gordon Drummond）から名づけられた。
1920年にヘミングス・フォールズ水力発電所のダムができたことによって、同市の産業に大きな成長をもたらした。
1950年代以降、いくつもの町を併合し、現在の姿に至る。

## イベント
- レジャンド・ファンタスティック （Légendes Fantastiques） - 屋外の劇場で行われる大規模な演劇ショー。

## 観光
- ビラージ・ケベコワ・ダンタン （Village Québécois d'Antan） - 歴史村。